# Monaci della foresta
La Tradizione della Foresta è una tradizione monastica buddhista theravāda che - in epoca moderna - si è sviluppata nei primi anni del '900 in Thailandia, inizialmente presso il ceppo linguistico Lao, che risiede nel Nord Est del Paese. Lao, Isan. In questo periodo Ajahn Sao Kantasilo Mahathera e il suo discepolo, Mun Bhuridatta ridiedero vita al movimento dei Monaci della Foresta, secondo le tradizioni più antiche del buddhismo Theravada. Alcuni Maestri particolarmente rispettati, come Ajahn Thate, Ajahn Maha Bua e Ajahn Chah., svilupparono, nella seconda metà del '900, un vasto movimento che, dalla Thailandia, sbarcò in Occidente, dove ha tuttora una forte presenza, soprattutto nel Regno Unito. Questi Maestri del XX secolo, considerano la foresta come parte della pratica monastica. In questo senso l'antica tradizione è stata ripresa e viene praticata nei monasteri, in Oriente come in Occidente, a beneficio dei discepoli, attuali e futuri, secondo le regole originarie. Anche in Myanmar e Sri Lanka sono stati fondati monasteri e romitaggi che seguono questa tradizione. I monasteri sono generalmente situati in luoghi appartati, nei boschi, dove si vive una vita semplice, in continuo contatto con la propria pratica e l'ambiente naturale circostante. I due principali ordini monastici thailandesi sono il Maha Nikaya e il Dhammayuttika Nikaya, in entrambi si trovano monasteri della Foresta.
La Tradizione della Foresta predilige l'esperienza diretta attraverso la pratica della meditazione e il rispetto rigoroso delle regole monastiche (vinaya) piuttosto che l'impostazione scolastica, basata esclusivamente sullo studio dei Canoni Pali Tipitaka. I Monaci della foresta sono considerati molto esperti nella meditazione bhikkhu. La tradizione della foresta è di solito associata a una intensa pratica meditativa, che può portare a sviluppare notevoli capacità spirituali. La tradizione è particolarmente rispettata, soprattutto in Thailandia per la sua ortodossia, la stretta adesione alle regole originali, stabilite dal Buddha, e l'ascesi, praticata da tutti i monaci più noti. Grazie a queste qualità, è molto amata dal popolo Thai e dai numerosi seguaci, che si sono via via associati ad essa in Occidente.
La pratica e lo stile di vita sono basati su quelli del Buddha e dei suoi primi discepoli. Vengono chiamati monaci della foresta perché mantengono vive le pratiche del Buddha storico, che spesso ha abitato nelle foreste, sia durante il periodo di ascesi e ricerca spirituale sia nel periodo successivo dell'insegnamento. Al di fuori della Thailandia, la Tradizione della foresta è ben sviluppata nel Regno Unito (The Forest Hermitage, Amaravati Buddhist Monastery, Harnham Buddhist Monastery Aruna Ratanagiri and Chithurst Buddhist Monastery), negli Stati Uniti (Thanissaro Bhikkhu, Abhayagiri), in Nuova Zelanda, in Svizzera Dhammapala, in Germania (Muttodaya Monastery, Metta Vihara, Anenja Vihara) e in Italia dove è stato fondato nel 1990 il Monastero Santacittarama. Attualmente i più noti rappresentanti di questa tradizione sono Ajahn Chah e Ajahn Sumedho.

## Origini
La Tradizione thailandese della Foresta trae la sua ispirazione dal Canone Pali, e in particolare dagli insegnamenti contenuti nel Sutta Piṭaka e nel Vinaya Pitaka, in cui il Buddha viene spesso descritto come un asceta che dimora nelle foreste Nei discorsi Pali, il Buddha spinge spesso i suoi discepoli a cercare una casa isolata (in un bosco, sotto l'ombra di un albero, in montagna, in una grotta, nella giungla o in un boschetto, all'aperto, o su un mucchio di paglia. In questi sutta, il Buddha istruisce i monaci, consigliandoli di rimanere nella foresta al fine di favorire la loro pratica di meditazione. Lo stesso Buddha si è realizzato in una foresta, ai piedi dell'albero della Bodhi. Nel Bhaya-bheravaSutta, il Buddha ha spiegato che la sfida mentale che aveva affrontato durante la sua permanenza nella foresta lo aveva aiutato a raggiungere il Risveglio. Inoltre vi sono molti sutta nel Canone Pali in cui il Buddha istruisce i monaci a praticare in località deserte e remote. Ecco alcuni esempi: Nel Sutta Andhakavinda dice: 'Meglio abitare in un luogo appartato. In abitazioni remote, situate in un deserto o nella foresta. ' Così dovrebbero essere incoraggiati, esortati, a dimorare i monaci, nell'isolamento fisico. Nel Sutta Dantabhumi si dice: Vieni o monaco, scegli un alloggio in una foresta remota, alla radice di un albero, su un pendio di montagna, in un deserto, in una caverna sulla collina, in un cimitero, all'aperto o in una capanna di paglia.
In Thailandia, il buddismo ha un ruolo centrale nella vita sociale. Durante l'ultima parte dell'Ottocento e la prima metà del novecento le foreste della Thailandia furono dimora di monaci erranti che praticavano l'ascetismo. Questi bhikkhu appartenevano alla tradizione Theravada, ma allo stesso tempo si differenziavano dalle pratiche e dal modo di vita diffuso nel clero buddhista di Bangkok. Il loro essere buddhisti trovava espressione nel vivere giorno per giorno nella solitudine della foresta, affrontando le sfide fisiche e psicologiche della solitudine, l'incertezza, il desiderio, la paura e l'avversione, la fame e il disagio fisico. Per tre generazioni hanno rappresentato un esempio impeccabile di Dhamma e Vinaya.
Con l'avvento al potere nel 1851 del re Mongkut, che era stato monaco per ventisette anni, il Sangha, come il regno, divennero sempre più centralizzati e gerarchici, e i loro legami più istituzionalizzati. Mongkut fu un insigne studioso di pali e delle scritture buddhiste. L'immigrazione dei monaci, provenienti dalla Birmania, introduceva in Thailandia la disciplina rigorosa, caratteristica del Sangha Mon. Mongkut, influenzato da questa tradizione e guidato dalla sua personale comprensione del Tipitaka, diede inizio a un movimento di riforma che più tardi divenne la base per l'ordinamento Thammayut Nikaya. Questa disciplina molto rigorosa è stata adottata nella sua interezza solo da una piccola minoranza dei monasteri. L'ordine Mahanikaya, che negli anni '80 rappresentava ancora circa il 95% dei monasteri e dei monaci thailandesi, è stato poco influenzato dalle riforme di re Mongkut, e ha mantenuto una disciplina meno impegnativa rispetto all'ordine Thammayut Nikaya.
Nei primi del '900, Ajahn Sao Kantasilo Mahathera e il suo allievo Mun Bhuridatta guidarono il movimento di rinascita della Tradizione della Foresta tailandese. I più noti tra i monaci di questo periodo sono: Ajahn Thate, Ajahn Maha Bua e Ajahn Chah. Agli inizi del '900, i monasteri urbani spesso servivano come centri scolastici. I Monaci di solito ricevono la formazione nei monasteri e conseguono l'equivalente di una "laurea" in Pali e Tipiṭaka, senza necessariamente impegnarsi nelle pratiche meditative descritte nelle Scritture. Durante questo periodo, si era inoltre persa la speranza di poter raggiungere l'illuminazione in questa vita. La vita monastica, specialmente nelle grandi metropoli, si era ridotta principalmente allo studio e alla tradizione dei testi e alla celebrazione delle cerimonie. L'attività sociale aveva preso il sopravvento sulla pratica ascetica e alcuni monaci avevano cominciato a pensare che la purezza degli ideali originari del (sangha) era stata compromessa. Una reazione contro questa tendenza a diluire lo spirito ascetico originario, ha portato Ajahn Sao e Ajahn Mun alla vita semplice, ispirata all'antica tradizione della foresta e a un'autentica pratica della meditazione. I Monasteri della foresta si trovano generalmente lontano dalle aree urbane, di solito nel deserto o in zone profondamente rurali della Thailandia. monasteri ispirati alle stesse tradizioni, si trovano anche in altri paesi buddhisti come Sri Lanka, Cambogia e Myanmar. La tradizione della Foresta è un tentativo di recuperare gli standard disciplina, così come veniva insegnata dal Buddha storico, per evitare di allontanarsi dalle regole del Vinaya, lasciandosi andare a un'interpretazione della vita monastica, troppo condizionata dalle comodità e dal lassismo del nostro secolo. Con il contributo di alcuni monaci occidentali, ordinatisi in Thailandia con Ajahn Thate, Ajahn Maha Bua e Ajahn Chah, tra i quali il più conosciuto è Luang Por Ajahn Sumedho, la tradizione della Foresta, negli ultimi quarant'anni, si è diffusa in Occidente.
"La vita di famiglia è angusta e impura, la vita senza fissa dimora è libera come l'aria. Non è facile, restando in famiglia, riuscire a vivere una vita santa, purificata e levigata come una conchiglia. Dopo aver rasato i capelli e la barba e indossata la veste ocra, potrei andarmene, lasciando la mia casa per vagare senza dimora".

## La Tradizione in Occidente
La tradizione tailandese della Foresta rappresenta uno dei grandi ordini monastici del Buddhismo Theravada in Occidente. L'ordine occidentale (se si può fare una tale distinzione) è stato fondato da un monaco americano, Ajahn Sumedho (nato Robert Jackman), incoraggiato dal suo maestro Ajahn Chah. Il primo monastero (Wat Pah Nanachat - 'Monastero internazionale della Foresta') è stato fondato in Thailandia nel 1975 allo scopo specifico di formare i Monaci occidentali. Nel 1976, Ajahn Sumedho ha incontrato George Sharp, presidente del Sangha Trust inglese. Il Trust è stato fondato nel 1956 allo scopo di stabilire una residenza adatta per la formazione dei monaci buddisti in Inghilterra. Dal 1970, il Trust possedeva una proprietà in Hampstead, che però non era ritenuta idonea allo scopo. Nel corso di un breve soggiorno a Londra nel 1978, durante la Pindapata, il tradizionale giro mattutino che compiono i Monaci theravada per consentire ai fedeli di offrire il cibo quotidiano, Ajahn Sumedho incontra in Hampstead Heath un jogger solitario che si ferma, colpito dallo strano abbigliamento dei Monaci. Il jogger, casualmente, aveva appena acquistato un'ampia proprietà, costituita da campagne e boschi nel West Sussex. Avendo espresso il suo interesse per il buddismo, l'uomo chiede ad Ajahn Sumedho di approfondire la pratica e viene invitato a partecipare a dieci giorni di ritiro presso l'Holt Buddhist Center nei pressi di Oxford. Dopo quest'esperienza, il generoso donatore, considerando che sarebbe stato un ottimo luogo per creare il primo monastero della Tradizione della Foresta in Inghilterra, decide di offrire la proprietà al Sangha, affinché i monaci possano trasferirsi, dal quartiere residenziale di Londra in cui sono provvisoriamente alloggiati, al grande bosco che si estende per diversi ettari sulle colline nei pressi di Petersfield. Nel 1979 George Sharp acquista Chithurst House (una proprietà adiacente al bosco) per conto del Sangha Trust inglese. Qui viene fondato il primo monastero: Chithurst House che ha ottenuto il riconoscimento legale come monastero nel 1981. Al monastero è stato dato il nome di Cittaviveka, una parola Pali che significa "lo spirito del non-attaccamento". In seguito altri monasteri sono stati creati in Inghilterra: Harnham, monastero buddista (Aruna Ratanagiri) è stata fondata nel giugno dello stesso anno. Amaravati Buddhist Centre (ora la sede principale dei monasteri nel Regno Unito) è stato istituito nel 1984 e ufficialmente inaugurato nel 1985.
Da allora, altri rami della Tradizione thailandese della Foresta, sono stati creati in Canada, Stati Uniti, Australia, Nuova Zelanda, Svizzera, Germania e Italia.

## La Pratica

### Meditazione
La meditazione è una componente centrale nella Tradizione thailandese della Foresta. I metodi di meditazione sono numerosi e diversi. Quelli più diffusi sono la meditazione camminata e la meditazione seduta. Durante la meditazione seduta, il praticante deve essere consapevole del proprio corpo e della mente. Attraverso la consapevolezza e la concentrazione la mente si calma. In particolare la tecnica che focalizza la consapevolezza sul respiro si chiama anapana. L'intonazione mentale del mantra "Buddho" viene utilizzato per mantenere l'attenzione sul respiro (inspirazione "Bud", espirazione "dho"). Un'altra pratica parallela, che viene spesso utilizzata assieme alla prima, è la meditazione di "visione profonda"  o Vipassana. La meditazione camminata, come viene insegnata ad esempio da Ajahn Sucitto, l'attuale Abate di Chithurst, consiste nel camminare avanti e indietro, in uno spazio libero di circa 20/30 metri, possibilmente in un luogo tranquillo. Anche in questo caso l'attenzione viene focalizzata sulla consapevolezza del corpo e dei movimenti che esso compie nel camminare. Luang Por Sumedho ha sviluppato negli anni una sua forma di pratica, oggi piuttosto diffusa soprattutto tra gli occidentali, chiamata il "Suono del silenzio"

### Vassa (ritiro della stagione delle piogge)
Vassa (in Thai, Phansa), è un periodo di ritiro per i monaci durante la stagione delle piogge (da luglio a ottobre in Thailandia). Molti giovani thailandesi tradizionalmente si ordinano temporaneamente per questo periodo, per poi tornare, dopo circa tre mesi, alla vita laicale. L'anzianità di un monaco, che ne stabilisce la posizione all'interno di un Monastero, si calcola in Vassa.

### Precetti e ordinazione
Ci sono diversi livelli di impegno che si possono prendere a seconda delle occasioni: Cinque precetti, Otto precetti, Dieci precetti e Patimokkha. I Cinque Precetti sono praticati dai laici, per un determinato periodo di tempo o per tutta la vita. Gli Otto Precetti sono una pratica più rigorosa per i laici, in quanto impegnano alla castità totale e a non assumere cibo solido dopo mezzogiorno (regola sempre obbligatoria per i monaci). Di solito i laici prendono gli otto Precetti nei giorni "speciali", indicati dal calendario buddhista. I Dieci Precetti sono delle regole di formazione per i samanera (uomini) e samaneri (donne), monache e monaci novizi. Il Patimokkha è il codice di regole monastiche Theravada che stabilisce la disciplina da mantenersi scrupolosamente, tutti i giorni, nella vita della Comunità. È composto da 227 regole per i monaci bhikkhu e 311 per le monache bhikkhuni.

### Codici di comportamento
Una caratteristica specifica della Tradizione della Foresta è la grande venerazione verso i monaci anziani. Per il Sangha e per i praticanti laici che lo supportano, è di vitale importanza che gli anziani siano trattati con il massimo rispetto. Si deve prestare attenzione nel chiamare i monaci: al momento dell'ordinazione ricevono un nome in Pali, cui va aggiunto l'appellativo Tan. Dopo dieci Vassa il monaco viene considerato anziano e lo si chiama "Venerabile" Ajahn. In seguito - con il passare degli anni e dei Vassa, vengono utilizzati altri nomi familiari, come Luang Por: "Venerabile Padre". Nella cultura Thai, è considerato maleducato puntare i piedi verso un monaco o verso una statua del Buddha, mentre si è seduti nella sala di un monastero. È ugualmente considerato improprio salutare un monaco anziano in pubblico, senza fare la anjali il gesto di rispetto a mani giunte. Quando si fanno offerte o si parla con un monaco, non ci si dovrebbe avvicinare restando su un piano più alto o in piedi di fronte a lui, se è seduto. In ogni caso una donna non dovrebbe mai toccare un monaco, né per stringergli la mano, né tantomeno per abbracciarlo o cercare di appartarsi con lui. In pratica, il modo in cui viene applicato il codice culturale di comportamento varia notevolmente, tra oriente e occidente, e all'interno dei diversi monasteri. Le regole sono le stesse ma lo stile può cambiare. Certamente tutti i Monaci della Foresta sono tenuti alla stretta osservanza delle regole monastiche raccolte nel (Vinaya).

## Alcuni tra i Monaci più conosciuti
- Ajahn Sao Kantasilo Mahathera
- Luang Por Mun Bhuridatta
- Luang Por Waen Sujinno
- Ajahn Plien Panyapatipo
- Ajahn Lee Dhammadharo
- Ajahn Buddhadasa
- Luang Ta Maha Bua
- Ajahn Chah
- Ajahn Sumedho
- Ajahn Amaro
- Ajahn Sucitto
- Ajahn Munindo
- Ajahn Chandapalo
- Ajahn Khemadhammo
- Thanissaro Bhikkhu
- Ajahn Sona
- Ajahn Ganha
- Ajahn Pasanno
- Ajahn Brahm
- Ajahn Sundara
- Ajahn Candasiri